# کرکسویل (میزوری)
کِرکسویل (به انگلیسی: Kirksville) شهری در شهرستان آدیر ایالت میزوری است که جمعیت آن در سرشماری سال ۲۰۱۰ میلادی ۱۷٫۵۰۵ نفر بوده است.